# Hadrián III.
Svatý Hadrián III. (?, Řím – 8. července 885 Spilamberto, Modena) byl papežem od 17. května 884 až do své smrti.

## Život
Zemřel nedaleko Modeny při cestě na setkání s Karlem III. Tlustým. Byl pochován v klášteře Nonantola. Jeho kult potvrdil v roce 1892 papež Lev XIII. Hadrián má svátek 8. července, dříve 7. září.

## Odkazy

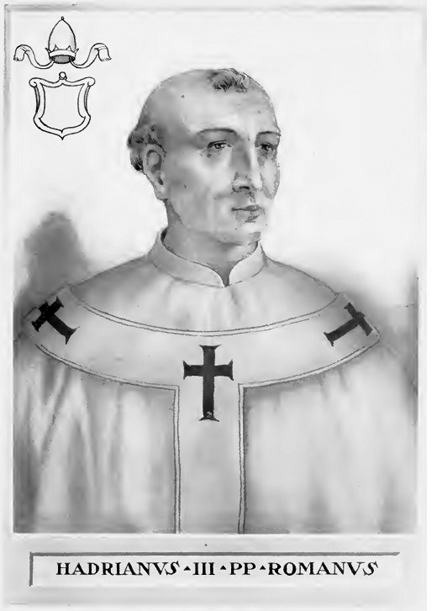
Ilustrace zobrazující papeže sv. Hadriána III.